# Pulakešin II.
Pulakeshin II. (Pulakeshi, Pulakeśhi) – poznat i kao Immaḍi Pulakeśi – bio je indijski vladar i car Chalukye (Ćalukja). Tijekom Pulakeshinove vladavine, carstvo Chalukya bilo je vrlo prostrano.

## Vladavina
Kralj Pulakeshin vladao je od oko 610. do oko 642., a bio je sin kralja Kirttivarmana I. i sinovac vladara Mangaleše, kojeg je zbacio s trona kako bi zavladao. Pulakeshin je bio jedan od najmoćnijih vladara svoje dinastije te je imao naslov maharaja – »veliki kralj«. Također, Pulakeshin je bio parameshvara i karnatakeshwara. 
Djeca Pulakeshinova:
- Adityavarman
- Chandraditya (nazvan po Chandri)
- Ranaragha-varman
- Vikramaditya I.

## Religija
Pulakešin je bio džainist i »miljenik« velike devi Lakšmi. Tolerantan prema drugim vjerama, Pulakešin je dao sagraditi hram božice Bhadrakali. Kralj je poštivao vjersku slobodu Šivinih štovatelja.